# Indywidualne Mistrzostwa Polski w Zapasach 1963

## Mistrzostwa Polski w Zapasach1963

### Mężczyźni
- styl wolny

16. Mistrzostwa Polski – x – x 1963, Łódź
- styl klasyczny

33. Mistrzostwa Polski – x – x 1963, Katowice Piotrowice

## Medaliści

### Mężczyźni

#### Styl wolny
| Kategoria:  | Złoto:                                      | Srebro:                                   | Brąz:                               |
| 52 kg       | Zbigniew Żedzicki GKS Dąbrowa Górnicza      | Tadeusz Kosiarz Pafawag Wrocław           | Zdzisław Zdak Skra Warszawa         |
| 57 kg       | Eugeniusz Ratajczak Sulimirczyk Sulmierzyce | Jan Siejak Lech Poznań                    | Józef Przybylski LZS Ołtarzew       |
| 63 kg       | Jan Żurawski Gwardia Warszawa               | Stefan Pawłowski Gwardia Warszawa         | Zdzisław Kępski Budowlani Bydgoszcz |
| 70 kg       | Jerzy Grzywiński Olsza Kraków               | Jan Adamaszek Siła Mysłowice              | Kazimierz Giżewski Gwardia Warszawa |
| 78 kg       | Mirosław Żywczyk Gwardia Warszawa           | Janusz Pająk Skra Warszawa                | Marek Grob Drukarz Warszawa         |
| 87 kg       | Eugeniusz Skowronek Legia Warszawa          | Bogdan Bartkowiak Sulimirczyk Sulmierzyce | Czesław Felich Lotnik Wrocław       |
| 97 kg       | Bronisław Trzcionkowski Lotnik Wrocław      | Lucjan Stepczyński Gwardia Warszawa       | Edward Mocny Lech Poznań            |
| ponad 97 kg | Czesław Walicht Lech Poznań                 | Mirosław Pikierski Budowlani Łódź         | Marek Baran GKS Dąbrowa Górnicza    |

#### Styl klasyczny
| Kategoria:  | Złoto:                               | Srebro:                              | Brąz:                                    |
| 52 kg       | Józef Malik Siła Mysłowice           | Stefan Hajduk Gwardia Warszawa       | Roman Kochański Flota Gdynia             |
| 57 kg       | Marian Sadowski Włókniarz Boguszów   | Stefan Napierała Flota Gdynia        | Jerzy Rubin Spójnia Gdańsk               |
| 62 kg       | Bernard Knitter Siła Mysłowice       | Czesław Korzeń Wisłoka Stomil Dębica | Jerzy Waideman Orzeł Wełnowiec           |
| 67 kg       | Kazimierz Macioch Gwardia Warszawa   | Jan Adamaszek Siła Mysłowice         | Henryk Krzyżanowski Stal Zakrzów Wrocław |
| 73 kg       | Bolesław Dubicki Legia Warszawa      | Arnold Dragan Energetyk Poznań       | Alfons Koziarski Katowice                |
| 79 kg       | Włodzimierz Smoliński Legia Warszawa | Bolesław Mackiewicz Unia Racibórz    | Jan Włodarczyk Unia Swarzędz             |
| 87 kg       | Lucjan Sosnowski Legia Warszawa      | Jan Pluta Unia Swarzędz              | Stefan Wasek Gwardia Poznań              |
| ponad 87 kg | Bogdan Broda Energetyk Poznań        | Zdzisław Hyra AKS Chorzów            | Tadeusz Łąpieś ŁKS Łódź                  |